# 489年
| 千纪： | 1千纪                                                                                           |
| 世纪： | 4世纪 \| 5世纪 \| 6世纪                                                                         |
| 年代： | 450年代 \| 460年代 \| 470年代 \| 480年代 \| 490年代 \| 500年代 \| 510年代                       |
| 年份： | 484年 \| 485年 \| 486年 \| 487年 \| 488年 \| 489年 \| 490年 \| 491年 \| 492年 \| 493年 \| 494年 |
| 纪年： | 己巳年（蛇年）；北魏太和十三年；柔然太平五年；南朝齐永明七年；高昌建初元年                      |

## 大事记
- 范缜在竟陵王萧子良的宴席上发表了反对佛教因果报应论，主张神（靈魂）灭的言论，随后他又据此进一步写成著名的《神滅論》。
- 東哥德人狄奧多里克在拜占庭帝國的支持下越過阿爾卑斯山，打敗了奧多亞塞的軍隊，被拜占庭帝國皇帝芝諾指定為東哥德王國國王，493年正式殺害奧多亞塞建立君主制國家。